# Guillac, Morbihan
Guillac (bretonska: Gilieg) är en kommun i departementet Morbihan i regionen Bretagne i nordvästra Frankrike. Kommunen ligger i kantonen Josselin som tillhör arrondissementet Pontivy. År 2022 hade Guillac 1 402 invånare.

## Befolkningsutveckling
Antalet invånare i kommunen Guillac
| Referens: INSEE |